# 広島落
広島落（ひろしまおとし）は、埼玉県久喜市を流れる水路である。

## 概要
平成に入り大排水路・二重堀・島川堀と併せ、事業費1,120,000,000円をかけ河川改修が行われた。下流河川である大排水路沿いには桜が約1.5kmにわたり植樹されており、久喜市栗橋区域の桜名所の一つとなっている。
広島落は主として久喜市北広島地内の水田などの農地の中を流下する。南栗橋9丁目・南栗橋10丁目に差し掛かった付近にて大排水路へと名称が変わり、以後の下流域は大排水路として流下する。流路の詳細に関しては下記の流路節を参照されたい。

## 流路
- 久喜市間鎌の南部（北側）より北広島の西部（南側）へ入る。
- 北広島の南西部を南へと流下し、途中南東へと流路を変え流下する。流域周辺は主に水田などの農地となっている。
- 久喜市北広島（北側）と南栗橋10丁目（西側）・南栗橋9丁目（東側）の境界付近にて広島落より大排水路へと名称が変わり、広島落は終点となる。
- 終点：大排水路

## 橋梁
- 天神橋

## 周辺の施設
- 天神橋付近の水門